# Jacinto Tirado
Jacinto Tirado är en ort i Mexiko.   Den ligger i kommunen Cintalapa och delstaten Chiapas, i den sydöstra delen av landet, 600 km sydost om huvudstaden Mexico City. Jacinto Tirado ligger 601 meter över havet och antalet invånare är 687.
Terrängen runt Jacinto Tirado är platt åt sydväst, men åt nordost är den kuperad. Runt Jacinto Tirado är det ganska glesbefolkat, med 29 invånare per kvadratkilometer. Närmaste större samhälle är Cintalapa de Figueroa, 7,1 km sydost om Jacinto Tirado. Omgivningarna runt Jacinto Tirado är en mosaik av jordbruksmark och naturlig växtlighet.